# Ahmed Laraki
Ahmed Laraki in arabo  أحمد العراقي  (Casablanca, 15 ottobre 1931 – Casablanca, 2 novembre 2020) è stato un politico marocchino, Primo ministro del Marocco dall'ottobre 1969 all'agosto 1971 per il Partito dell'Indipendenza (Istiqlal).